# Xia Lina
Xia Lina (Harbin, 26 oktober 1987) is een Chinees alpineskiester. Ze nam tweemaal deel aan de Olympische Winterspelen, maar behaalde geen medaille. 

## Carrière
Xia Lina nam nog nooit deel aan een wereldbekerwedstrijd.
Op de Olympische Winterspelen 2010 in Vancouver was een 59e plaats op de reuzenslalom haar beste resultaat. Vier jaar later, op de Olympische Winterspelen 2014 in Sotsji eindigde ze 66e op de reuzenslalom.

## Resultaten

### Wereldkampioenschappen
| Jaar | Plaats                 | Resultaten                    |
| ---- | ---------------------- | ----------------------------- |
| 2007 | Åre                    | 49e Slalom                    |
| 2009 | Val-d'Isère            | DNF1Slalom DNF1 Reuzenslalom  |
| 2011 | Garmisch-Partenkirchen | 71e Reuzenslalom DNF1 Slalom  |
| 2013 | Schladming             | DNF1 Reuzenslalom DNF1 Slalom |
| 2015 | Vail/Beaver Creek      | DNF1 Slalom 76e Reuzenslalom  |

### Olympische Spelen
| Jaar | Plaats    | Resultaten                   |
| ---- | --------- | ---------------------------- |
| 2010 | Vancouver | 59e Reuzenslalom DNF2 Slalom |
| 2014 | Sotsji    | 66e Reuzenslalom DNF1 Slalom |